# 에밀 졸라
에밀 졸라(프랑스어: Émile Zola, 1840년 4월 2일~1902년 9월 29일)는 프랑스의 작가이자 언론인이다. 자연주의 조류의 수장으로 평가받으며, 전세계에서 출판, 번역, 해석이 가장 많이 이루어진 가장 유명한 프랑스 소설가 중 하나이다. 졸라의 소설은 영화와 텔레비전으로 수 차례 각색되기도 하였다.
졸라의 삶과 작품은 여러 역사학자들의 연구 대상이 되어 왔다. 문학 구성에 있어 졸라는 특히 제2제국 시기 프랑스 사회를 묘사한 20권의 소설 대작, 수세대에 걸친 루공-마카르 가문의 역정을 보여주며 소설의 대상이 된 각각의 이들을 통해 시대와 특정 세대를 표현한 《루공-마카르 총서》로 알려져 있다.
졸라는 말년에 "나는 고발한다...!"라는 제목의 기사를 1898년 1월 일간지 "로로르"에 실으며 드레퓌스 사건에 참여한 것으로 유명하다. 이로 인해 명예훼손으로 소송당하여 같은 해 런던으로 망명을 가기도 하였다.

## 생애

### 어린 시절과 프로방스에서의 청춘(1840~1858)

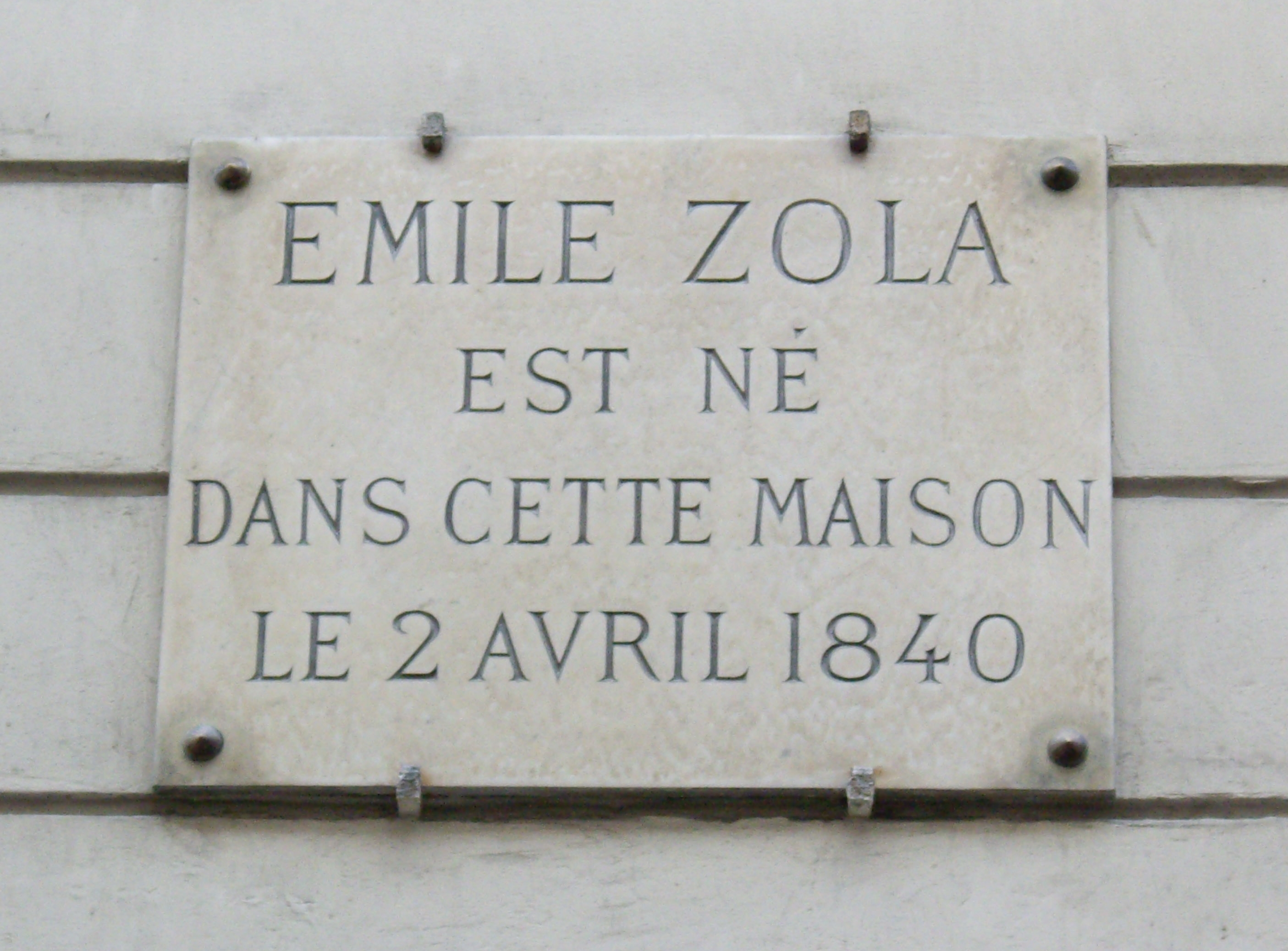
생-조제프 가 10번지에 걸려 있는 기념 동판.

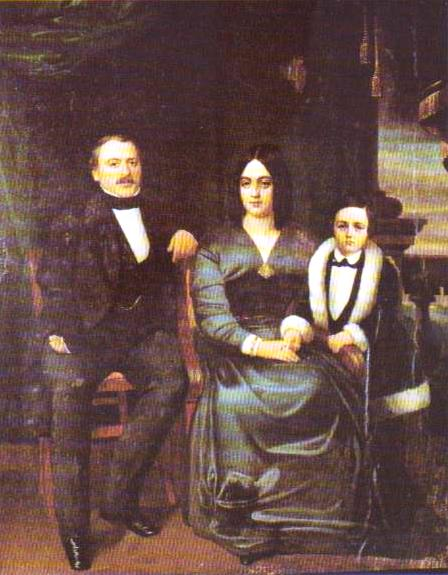
어린 시절의 에밀 졸라와 부모, 1845년경.

에밀 졸라, 본명 에밀 에두아르 샤를 앙투안 졸라(Émile Édouard Charles Antoine Zola)는 파리 생-조제프 가 10번지에서 1840년 4월 2일에 이탈리아인 아버지와 프랑스인 어머니 사이에서 태어났다. 에밀 졸라는 베네치아 출신의 프랑수아 졸라와 두르당 출신의 에밀리 오베르의 외동아들이었다. 토목기사이자 이전에 이탈리아의 하급 장교로도 복무했던 에밀 졸라의 아버지, 프랑수아 졸라는 생트-빅투아르 산에서부터 엑상프로방스까지를 연결하는 수도관 건설을 제안했었다. 아버지는 1843년 4월 19일 그 계약을 따내어, 가족들과 함께 엑상프로방스로 이사를 갔다. 이 사업은 1844년 인가되었고, 프랑수아 졸라는 동업자와 함께 졸라 수로상사(Société du canal Zola)를 세웠다. 작업은 1847년에 시작되었다. 허나 졸라의 아버지는 엑상프로방스에서 졸라 댐 건설을 맡고 난 이후인 1847년 3월 27일 폐렴으로 사망하게 되었다.
그러자 채권자들은 졸라 수로상사에 소송을 걸었다. 에밀 졸라의 어머니, 오베르 부인은 남편 회사에 소송을 걸어 싸우던 쥘 미종과 채권자들을 피해 법적 절차에 따라 아들과 함께 파리로 갔다. 채권자들은 1852년 엑상프로방스 상업법원에서 회사가 파산했음을 진술했다. 1853년 5월 10일 졸라 수로상사는 경매로 매각되었다. 회사는 이전 채권자들이 매각하였고, 회사명은 미종 에 콩파니가 되었다.
완전히 빈털털이가 된 어머니 에밀리 오베르는 아이를 외할머니 앙리에트 오베르와 함께 돌봤다. 어머니는 1880년 사망할 때까지 아들 옆에서 지내며 아들의 작품과 일상에 큰 영향을 끼쳤다.
극심한 생활고에서도 교육열이 높았던 어머니에 의해 엑상프로방스의 명문 '부르봉 중학교'에 입학하여 에밀 졸라는 장-바티스탱 바유, 그리고 누구보다도 1886년까지 그의 절친으로 남은 폴 세잔과 친분을 쌓았다. 세잔은 졸라에게 시각 예술, 그중에서도 특히 회화를 소개해주었다.
아주 어린 시절부터 에밀 졸라는 문학에 매료되었다. 졸라는 다독을 하며 전문적으로 글쓰기를 구상하였다. 졸라는 아주 어린 시절부터 글쓰기를 자신의 소명으로 보았다. 6학년 때 졸라는 벌써 십자군에 관한 소설을 쓴 바 있다. 죽마고우이던 폴 세잔과 장-바티스탱 바유는 그 소설의 첫 독자였다. 졸라는 두 친구에게 훗날 자기는 유명한 작가가 될 것이라고 교환편지에 여러 차례 쓰기도 하였다.

### 방랑생활(1858~1862)
에밀 졸라는 1858년, 성공을 꿈꾸며 넉넉하진 않으나 수수한 생활을 위해, 엑상프로방스를 떠나서 어머니와 함께 파리에서 살게 되었다. 그곳에서 졸라는 점차 친구들을 만들며 조금씩 어울리기 시작했는데, 그들 대부분은 엑상프로방스 출신이었다. 당시 졸라는 몰리에르, 몽테뉴, 셰익스피어를 읽으며 자신의 인문 교양을 완성해 나갔으나, 훗날 유일하게 자신에게 영향을 주게 될 발자크를 아직 읽지는 않았었다. 뿐만 아니라 졸라는 자신이 받은 과학적, 의학적 영향의 원천인 쥘 미슐레와 같은 동시대 작가들에게서도 영향을 받았다.
졸라는 1859년 바칼로레아 이과 시험에 두 번이나 떨어졌다. 이 같은 실패는 어머니를 실망시킨 것에 절망한 젊은이에게 깊게 자리했다. 졸라는 또한 학위 없이는 경제적으로 심각한 어려움을 겪을 것을 잘 알고 있었다.
졸라의 첫사랑은 베르트라는 여자로, 1860년~1861년 겨울 동안 졸라는 그녀에게 매료되었다. 젊은 졸라는 그녀를 "직업 여성", 즉 매춘부라는 별명으로 불렀다. 졸라는 "그녀를 늪에서 꺼내올" 계획을 꿈꾸며, 베르트가 일에 취미를 붙이게끔 노력했으나, 이 이상주의는 결국 파리 하류층의 삶의 힘겨운 현실과 맞닥뜨리게 되었다. 허나 졸라는 이 실패로부터 자신의 첫 소설, <클로드의 고백La Confession de Claude>의 주제를 끌어왔다.

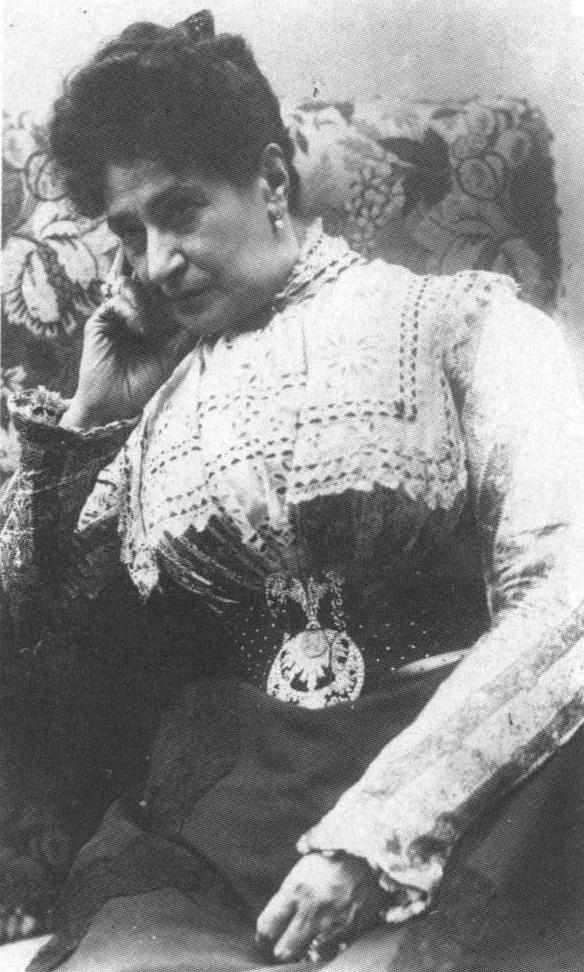
1900년경의 알렉상드린 졸라.

이 시기 졸라의 삶은 다른 열정들로도 가득 차있었다. 졸라는 본인의 신문 기사에서 화가들을 옹호하며 인상주의 사조와 매우 가깝게 지냈고, 회화계에 매료되기까지 했다. 졸라는 자신을 여러 차례 작품에서 표현한 에두아르 마네와 친해졌다. 마네를 통해 졸라는 스테판 말라르메를 알게 되었다. 또한 졸라는 카미유 피사로, 오귀스트 르누아르, 알프레드 시슬리, 요한 바르톨트 용킨트와도 가깝게 지냈다. 졸라의 어린 시절 친구였던 폴 세잔은 말할 것도 없이 졸라에게 있어 각별한 사이였다. 십여 년 간 졸라와 세잔은 한 집 건너편에서 살면서 많은 편지들을 주고 받으며 서로를 경제적으로 도와주었다. 허나 시간이 흘러가자, 특히 세잔이 작품 속 실패한 화가, 클로드 랑티에라는 등장 인물이 자신에서 따온 것이라고 여긴 소설, <작품L'Œuvre>의 출간으로 둘의 우정에는 금이 갔다. 세잔은 1866년 졸라와의 마지막 편지에서 그와 다시는 보지 않겠다고 썼다.

### 문예란 기자(1866~1868)
1867년 첫 작품 《테레즈 라캥》으로 자연주의 작가로 인정을 받았으며, 이때부터 클로드 베르나르의 실험 의학을 문학에 적용하였다.

### 정치란 기자(1869~1871)

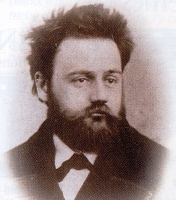
1870년, 30살이던 에밀 졸라의 초상

정치를 주로 다루는 언론에 참여한 것으로 졸라의 사회 참여는 절정에 이르렀다. 1868년의 언론 자유화는 졸라로 하여금 적극적으로 이에 참여할 수 있도록 길을 열어주었다. 마네의 친구들을 통하여 졸라는 신간 공화주의 주간지 <라 트리뷘La Tribune>에 들어가 제정에 반대하는 풍자글을 쓰며 논객으로서의 재능을 발휘했다. 허나 제2제국을 반대하는 출판물 가운데 가장 신랄한 졸라의 공격은 바로 <라 클로슈La Cloche>에서 나왔다. <테레즈 라캥Thérèse Raquin>은 신문 편집인이던 루이 울바흐에게 어필하지 못했으나, 울바흐는 언론인 졸라의 불손한 태도에 감명을 받았다.
졸라와 알렉상드린의 결혼식은 마침내 프랑스-프로이센 전쟁 바로 전날이던 1870년 5월 31일, 파리 17구 시청에서 열렸다. 알렉상드린은 많은 순간 불안해하던 남편에게 있어 없어서는 안 될 기둥이었다. 졸라는 아내에게 항상 감사했다.
졸라는 전쟁에 징집되지 않았다. 그는 국민방위군에 배속될 수도 있었지만, 근시와 가족 부양 상황(모친 부양)으로 배속되지 않았다. 이후 제2제국은 어처구니없게 몰락하였다.

### 문학에서의 성공(1872~1877)

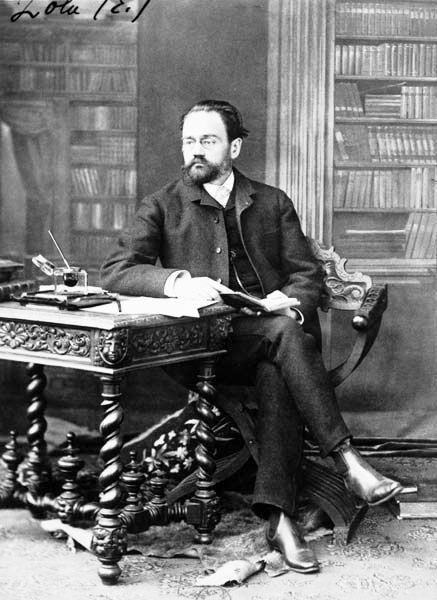
에밀 졸라, 나다르 촬영(1880년 이전)

에밀 졸라는 매우 사교적인 사람이었는데, 모든 부류, 모든 계층의 사람들과 친분을 쌓아갔으나, 사교계 생활은 하지 않았다. 자신의 비슷한 부류에 열광한 졸라는 예술, 문학적 교우를 선호하며 정치는 멀리했다. 1868년부터, 언론일 하던 덕으로 졸라는 공쿠르 형제, 에드몽 드 공쿠르와 쥘 드 공쿠르와 친분을 가졌다. 이후 1871년에 졸라는 귀스타브 플로베르와 만나게 된다. 플로베르의 주일 모임에서 졸라는 알퐁스 도데와 이반 투르게네프를 소개받았다. 생애에 걸쳐 졸라는 "3시에서 6시까지, 문학에 관해서는 매번, 당대의 책이나 연극, 일반적인 문제, 위험한 이론들까지, 모든 주제를 향해 달려간" 이 "작은 모임"에 대한 향수를 지녔다.
졸라는 메당(Médan), 이후 1878년 얻게 된 시골의 별장이 있는 푸아시(Poissy)에서 열린 만찬의 고정 멤버가 되는 기 드 모파상, 폴 알렉시, 조리스-카를 위스망스, 레옹 앙니크, 앙리 세아르와 같은 젊은 작가들과도 친하게 지냈다. 이들은 "육인회(groupe des six)"라고 불리며 이후 1880년 출간된 작품 모음집, <메당의 만찬Soirées de Médan>을 함께 쓴다. 1877년 4월 16일, 육인회는 그 유명한 "트라프 만찬"에 졸라를 초대했다.
졸라의 작업력은 마침내 그 절정에 달했다. 이 시기, 졸라는 실제로 일 년에 한 권의 소설을 꼬박꼬박 출간하면서도 수많은 공동 기사, 뿐만 아니라 극작품과 <니농에게 하는 새로운 이야기들Les Nouveaux Contes à Ninon>까지 써냈다. 오래전부터 경제적으로 힘겨운 생활을 겪고 있던 졸라의 상황은 1877년 <목로주점L'Assommoir>의 출간이 부른 대성공으로 점차 안정되기 시작하였다. 이 시기부터 졸라의 연수입은 800프랑에서 1000프랑 사이를 왔다갔다 했다.

### 드레퓌스 사건(1894~1899)

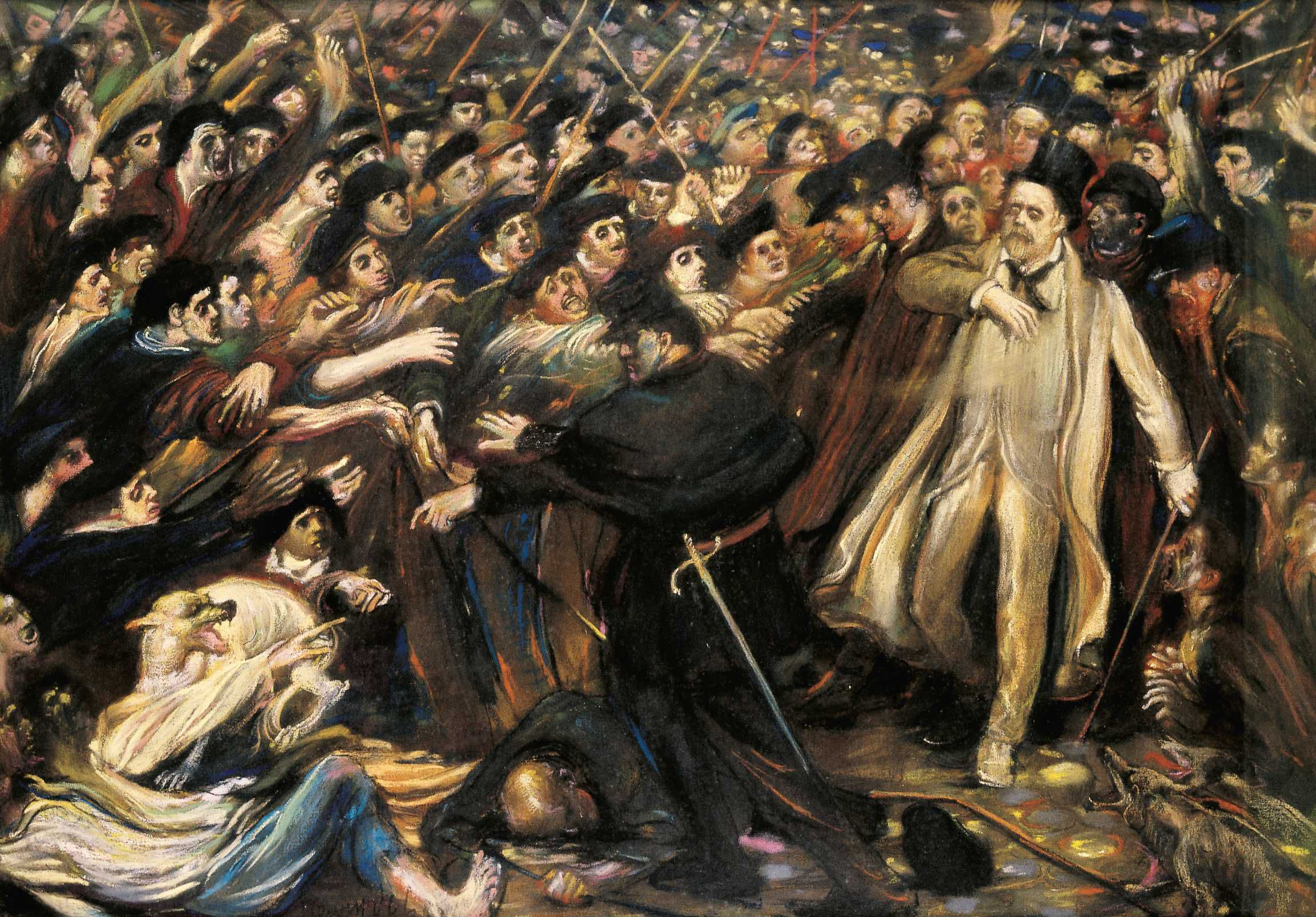
"가톨릭 군중들에 둘러싸인 에밀 졸라, 앙리 드 그루작"

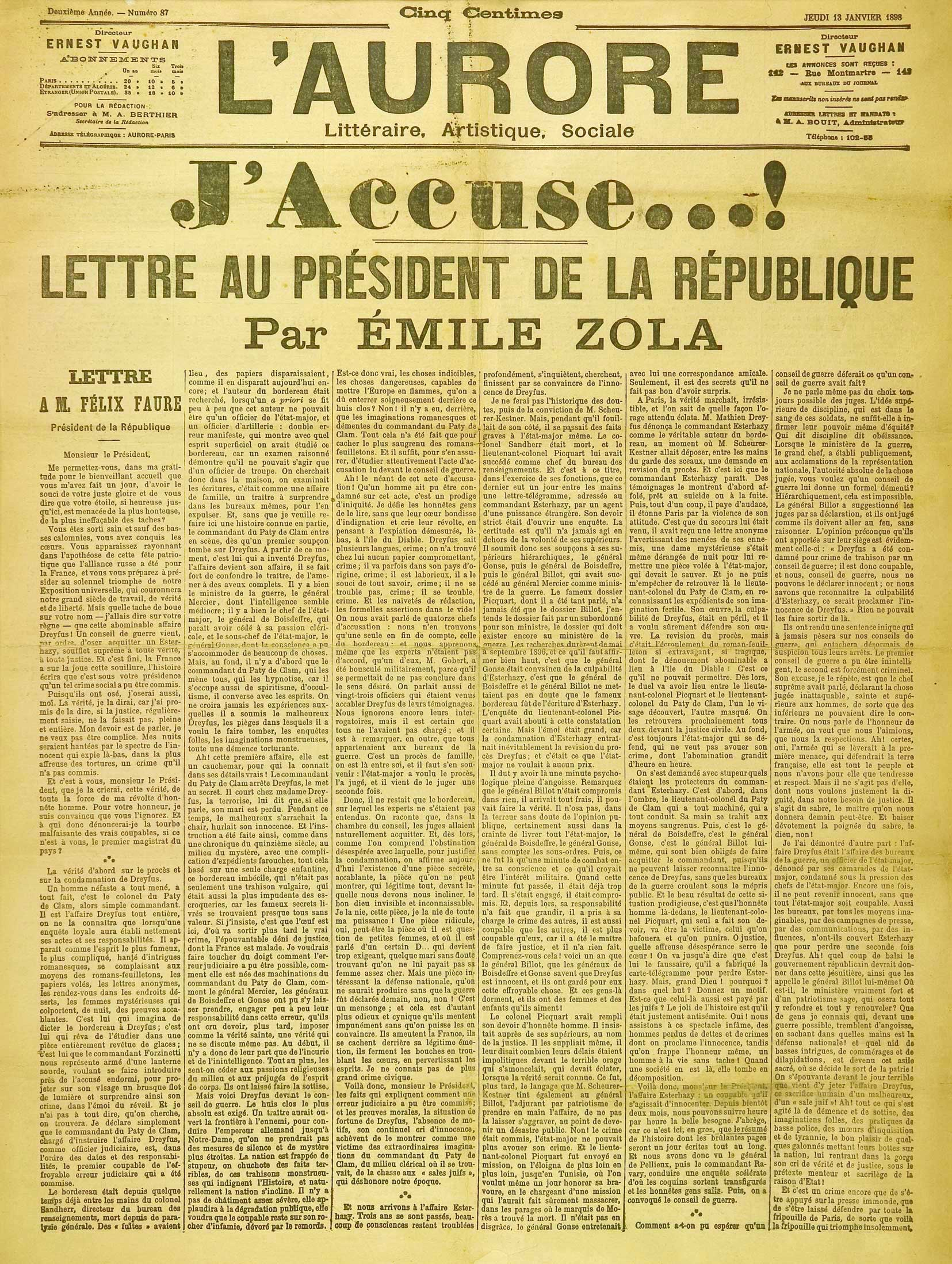
《나는 고발한다》

드레퓌스 사건 때 유태인 드레퓌스를 옹호하여 죽는 날까지 프랑스 군부와 가톨릭 신자들에게 살해 협박과 야유, 비난을 받았다. 졸라는 1898년 1월 13일을 기하여 《로로르지》에〈나는 고발한다…!〉를 발표하기 전에 이미 40여 권의 책을 수백만 권씩 유럽에 판매한 베스트셀러 작가였다.
그는 이 글에서 자신이 쌓아올린 모든 문학적 성과와 명예와 목숨을 걸고 드레퓌스의 무죄를 주장했다. 이 글 때문에 드레퓌스의 유죄를 주장하는 보수주의자들에게 살해 위협에 시달리고 집은 경매에 붙여지고 벌금이 물리고 명예훼손 소송에 시달리며 결국 영국으로 망명을 떠나야만 했다. 훗날 드레퓌스 사건은 졸라의 노력과 드레퓌스파의 힘겨운 싸움으로 무죄가 밝혀지지만 드레퓌스의 유죄를 주장했던 가톨릭 교회와 군부는 끝까지 졸라를 괴롭혔다.
졸라는 생전에 이렇게 한탄했다.
| “ | “진실이 전진하기 위해서는 얼마나 많은 늪지대를 지나가야 하는 것일까” | ” |

### 사망
1902년 방에 피워둔 난로 가스에 중독되어 사망했다. 1898년 6월, 드레퓌스의 재심진행이 결정되자 망명지 런던을 떠나 프랑스로 돌아왔다. 이후 졸라는 마지막 편지 《공화국 대통령 무슈 루베에게 보내는 편지》를 통해 간첩조작사건인 드레퓌스 사건을 조작한 프랑스 군부와 가톨릭 교회에 대한 공격을 피력했다. 그 후 그는 자택에서 일산화탄소 중독으로 사망한다. 훗날 암살자가 붙잡히는데 그는 굴뚝 청소부였고 누군가의 지시로 굴뚝을 막아 놓았다고 자백했다.
졸라의 장례식에는 수만명의 군중들이 몰렸다. 특히 광부 대표단이 세 시간 넘게 졸라의 묘혈 앞을 돌면서 “제르미날!”(졸라의 소설 제목)을 연호한 것은 노동자들이 이 위대한 리얼리스트에게 품고 있던 경의를 나타낸다.
미국의 소설가 마크 트웨인은 졸라를 이렇게 평가했다.
| “ | 나는 졸라를 향한 존경과 가없는 찬사에 사무쳐 있다. 군인과 성직자 같은 겁쟁이 위선자 아첨꾼들은 한 해에도 백만 명씩 태어난다. 그러나 잔 다르크나 졸라 같은 인물이 태어나는 데는 5세기가 걸린다 | ” |

## 문학 작품

### 사실주의에서 자연주의로
| “ | 졸라가 말하길, 우리 시대의 주인공은 더 이상 순수한 영혼, 18세기의 추상적 인간이 아니다. 우리 시대의 주인공은 현 과학의 생리학적 대상이요, 내장으로 구성되어 있으며, 자신을 매 시간 관통하는 주변 사회에 담궈진 존재이다. | ” |

## 에밀 졸라의 작품 목록

### 전집
- 51권 분량 전집, 모리스 르 블롱, 프랑수아 베르누아르 주해, 파리, 1927~1929.
- 《콩트, 단편 및 루공-마카르 총서》(Contes et Nouvelles, Les Rougon-Macquart), 앙리 미테랑 편집본, 《플레야드 총서》.
- 전집, 앙리 미테랑 편집본, 세르클 뒤 리브르 프레시외.
- 43권 분량 전집, TIM의 고유 삽화 수록, 세르클 뒤 비블리오필 판본.
- 《루공-마카르 총서》(Les Rougon-Macquart), 콜레트 베케르, 로베르 라퐁 편집본, 《부캥 총서》.
- 전집, 앙리 미테랑 편집본, 누보 몽드 판본.

### 평론
- 실험소설론(Le Roman Experimental, 1880)

### 소설, 단편
- 클로드의 고백(La Confession de Claude, 1865)
- 테레즈 라캥(Thérèse Raquin, 1867)
- 마들렌 페라(Madeleine Férat, 1868)

### 루공-마카르 총서(Les Rougon-Macquart)
- 루공가의 행운(La Fortune des Rougon, 1871)
- 이권쟁탈전(La Curée, 1871–72)
- 파리의 배(Le Ventre de Paris, 1873)
- 플라상스의 정복(La Conquête de Plassans, 1874)
- 무레 사제의 과오(La Faute de l'Abbé Mouret, 1875)
- 외젠 루공 각하(Son Excellence Eugène Rougon, 1876)
- 목로주점(L'Assommoir, 1877)
- 사랑의 한 페이지(Une Page d'amour, 1878)
- 나나(Nana, 1880)
- 살림(Pot-Bouille, 1882)
- 여인들의 행복 백화점(Au Bonheur des Dames, 1883)
- 삶의 기쁨(La Joie de vivre, 1884)
- 제르미날(Germinal, 1885)
- 작품(L'Œuvre, 1886)
- 대지(La Terre, 1887)
- 꿈(Le Rêve, 1888)
- 인간야수(La Bête humaine, 1890)
- 돈(L'Argent, 1891)
- 패주(La Débâcle, 1892)
- 파스칼 박사(Le Docteur Pascal, 1893)

### 세 도시 이야기(Les Trois Villes)
- 루르드(Lourdes, 1894)
- 로마(Rome, 1896)
- 파리(Paris, 1898)

### 4복음서 (Les Quatre Evangiles)
- 풍요(Fécondité, 1899)
- 노동(Travail, 1901)
- 진리(Vérité, 1903, 작가 사후 출판)
- 정의(Justice, 원고 상태로만 남음)

### 기사 모음
- 전진하는 공화국(La République en marche : chroniques parlementaires), Fasquelle, 1956, 344 p.

## 트리비아
- 프랑스 현대 미술의 신기원을 구축한 선구자라 일컬어지는 인상파 화가 폴 세잔의 죽마고우로도 잘 알려진 그는 드레퓌스 사건 때 드레퓌스를 옹호한 것, 동료 작가, 동세대 화가들과 달리 압생트를 반대한 것으로 유명하다
- 제1차 세계대전 이후 높아진 민족주의와 경제대공황을 겪은 독일 사람들로부터 "예수는 영혼구원을 위해 오고, 히틀러는 사회, 경제적 위기로부터 구원하기 위해서 온 구세주"라고 불리는 지지를 받아 집권(박만(2005),살림지식총서 《현대신학 이야기》, 살림)하게 된 히틀러의 나치당은 베를린 분서때 파울 틸리히의 종교사회주의를 비롯한 사회주의 서적들과 함께 에밀 졸라의 책들을 모두 불태웠다. 그는 생전 유럽에서 수십권의 수십만권의 책을 발표했지만, 이 분서 사건과 가톨릭 교회의 졸라에 대한 폄하의 영향으로 지금 남아 있는 책은 몇 권이 되지 않는다.

- 에밀 졸라는 베르나르 베르베르의 소설 《천사들의 제국》[2]에서 주인공 미카엘 팽송의 수호 천사로 등장한다.